# Albuquerque Plaza

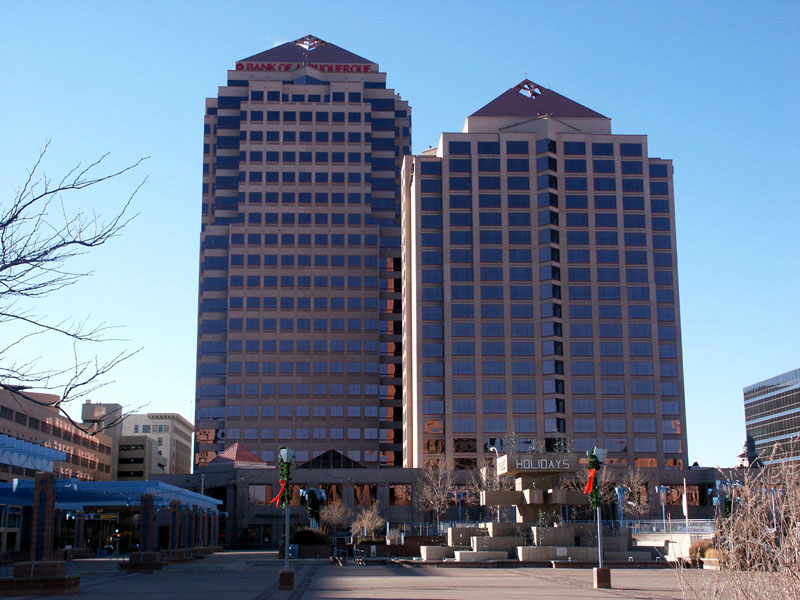
Albuquerque Plaza Office Tower (links) und Hyatt Regency Albuquerque (rechts)

Das Albuquerque Plaza ist ein gemischt genutzter Hochhaus-Komplex auf der Südseite des Civic Plaza in der Innenstadt von Albuquerque (New Mexico). Der Komplex besteht aus zwei Türmen. Der höhere der beiden Türme, der Plaza Office Tower enthält 22 Stockwerke, während der kleinere Turm das Hyatt Regency Hotel Albuquerque beherbergt. Der Büroturm ragt 107 Meter in den Himmel, damit ist er das höchste Gebäude in New Mexico. Der Hotel-Tower ist mit einer Höhe 78 Metern und 21 Etagen das zweithöchste Gebäude des Bundesstaates. Die Höhe, Farbe und unverwechselbaren pyramidenförmigen Dächer der beiden Türme machen sie zum Mittelpunkt der Skyline von Albuquerque. 
Das Albuquerque Plaza wurde von Hellmuth, Obata & Kassabaum im Jahr 1990 geplant und gebaut.